# Robert Weinberg
Robert Allan Weinberg (Pittsburgh, EUA, 11 de noviembre de 1942) es un oncólogo estadounidense.

## Biografía
Nacido en Pittsburgh en 1942, se doctora en 1969 en medicina. Se le considera uno de los pioneros en la comprensión de la genética del cáncer y uno de los especialistas en el estudio de los genes supresores de los tumores. Fue el primer que encontró un gen cancerígeno, el oncogén Ras, y el primer gen supresor de tumores, el gen del retinoblastoma o "Rb".
Es miembro fundador del Instituto Whitehead para la Investigación Biomédica y profesor de Biología en el Instituto Tecnológico de Massachusetts (MIT).
En 2004 fue galardonado con el Premio Príncipe de Asturias de Investigación Científica y Técnica, junto con Judah Folkman, Tony Hunter, Joan Massagué Solé y Bert Vogelstein, por sus estudios pioneros en la identificación de los oncogenes humanos, realizando aportaciones al conocimiento de los procesos de envejecimiento celular y su relación con el cáncer, así como de los genes supresores de tumores.
Gran Medalla de la Academia de Ciencias de Francia en 2009.